# Megalachne
Megalachne är ett släkte av gräs. Megalachne ingår i familjen gräs.
Kladogram enligt Catalogue of Life:
| Megalachne | \| \| Megalachne berteroniana \| \| \| \| \| \| Megalachne masafuerana \| \| \| \| |
|            | \| \| Megalachne berteroniana \| \| \| \| \| \| Megalachne masafuerana \| \| \| \| |
|            | Megalachne berteroniana                                                            |
|            |                                                                                    |
|            | Megalachne masafuerana                                                             |
|            |                                                                                    |